# 佩瓦內·穆爾因丁·蘇萊曼

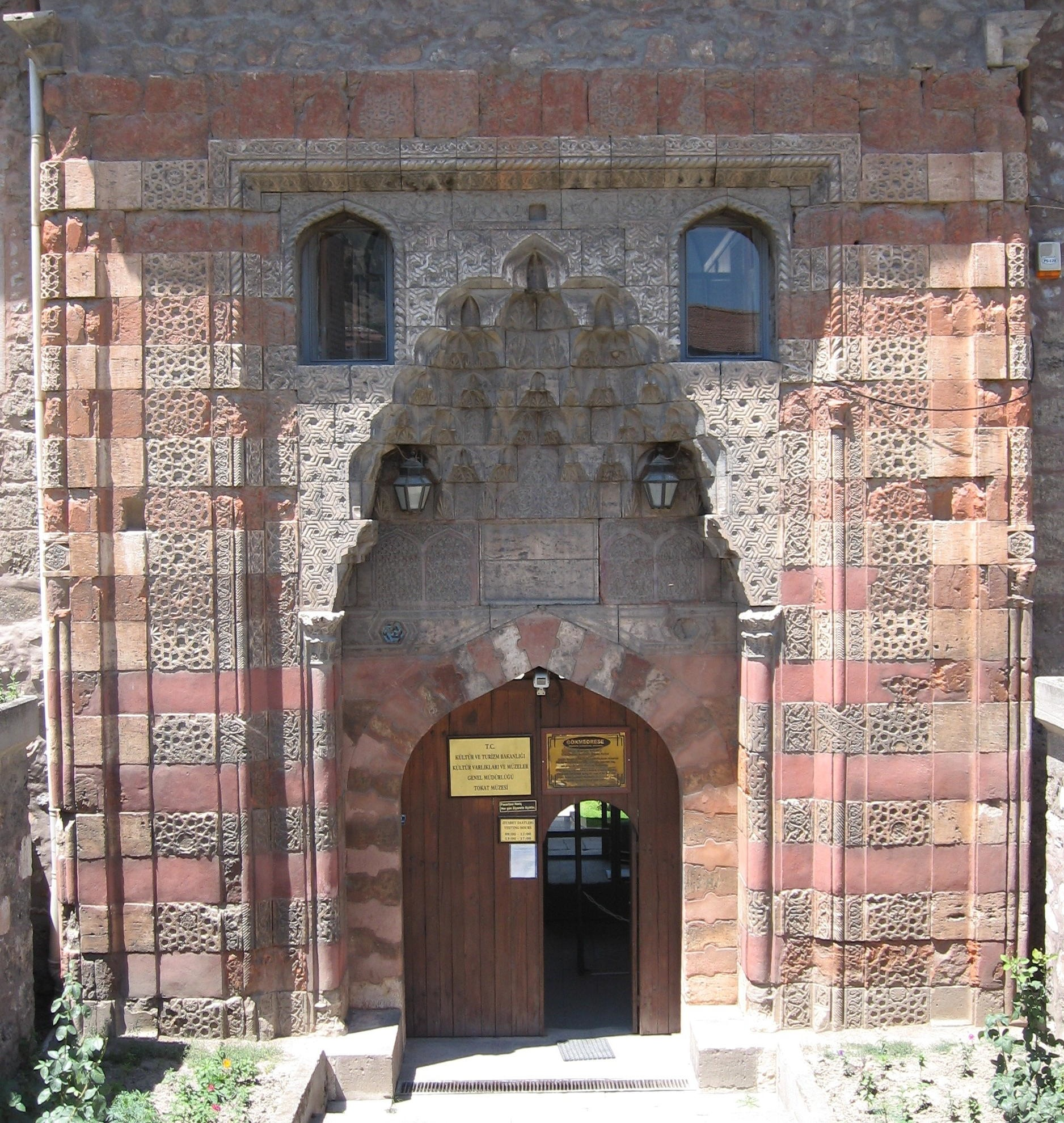
位於托卡特的格克伊斯蘭學校大門，這所宗教學院是佩瓦內在約1270年時建立的。

佩瓦內·穆爾因丁·蘇萊曼（波斯语：معین الدین سلیمان پروانه‎；土耳其语：Pervâne Muineddin Süleyman）他以頭銜佩瓦內（波斯语：پروانه‎）廣為人知，作為一名政治家，尤其在1261年－1277年間，他竭力周旋於魯姆蘇丹國、伊兒汗國以及馬木留克王朝的拜巴尔一世等多重勢力之中，是當時安那托利亞紛亂局勢下的重要政治人物。

## 生平
佩瓦內·穆爾因丁·蘇萊曼的父親名為穆哈德哈卜丁·阿里·迪拉米，他是一位來自卡尚地區的伊朗人 ，穆哈德哈卜丁是塞爾柱王朝的蘇丹凱霍斯魯二世正值1243年克塞山戰役時的維齊爾。當凱霍斯魯二世於戰役中敗給了蒙古帝国的統帥拜住後，魯姆蘇丹國旋即陷入混亂的局面，此時接受過良好教育的佩瓦內在國家面臨困境時開始嶄露頭角，他先後成為托卡特與埃尔津詹兩地的指揮官。在蒙古將軍拜住的建議下，佩瓦內被委派擔任已淪為蒙古人附庸－魯姆蘇丹國首都科尼亞的宮廷內臣，他迎娶了凱霍斯魯二世的遺孀居爾居·哈頓，成為這個衰落國度的實質統治者，其以陰謀者、善變的政治作風著稱，他的名號「佩瓦內」意思是「蘇丹的近侍助理大臣」。
在凱霍斯魯二世逝世後，他兒子們競逐王位的紛爭接踵而至，其中由佩瓦內支持的基利傑阿爾斯蘭四世成功繼承了魯姆蘇丹國的王座。在同一時期，佩瓦內還從特拉比松帝国的手中奪下锡诺普港口以及其周圍的十二座堡壘，這些新佔領的土地成為佩瓦內和他家族所擁有的伊克塔（賜封的土地）。隨著權勢地位的不斷爬升，佩瓦內開始擔憂蘇丹基利傑阿爾斯蘭四世會密謀除掉自己，為此他決定先發制人採取行動，1265年佩瓦內在阿克萨赖勒死了基利傑阿爾斯蘭四世之後，將王位交由基利傑阿爾斯蘭四世尚未成年的兒子凱霍斯魯三世來繼承。
在馬木留克王朝與伊兒汗國雙方的交戰期間，特別是馬木留克王朝在拜巴尔一世的統領下勢力大增後，佩瓦內的對外政策開始趨向多面擁戴，希望能同時與各方勢力交好。根據學者伊茲丁·伊本·沙達德所述，當拜巴爾一世在1275年率軍來到叙利亚後，佩瓦內成功說服他將原本打算入侵安那托利亞的目標轉為進攻奇里乞亚亚美尼亚王国，並在次年勸說拜巴爾一世離開魯姆蘇丹國的領土。不過，佩瓦內仍未能得到伊兒汗國可汗阿八哈的完全信任，此外，拜巴爾一世在軍事行動上的成功也激起迪亚巴克尔、尼代與哈爾普特等地塞爾柱人總督與許多安那托利亞當地豪族反抗蒙古人的情緒。
1277年，拜巴爾一世再次帶領大軍進入魯姆蘇丹國境內，並於同年的3月18日在埃爾比斯坦擊敗了蒙古人的部隊，拜巴爾一世和蒙古人都要求佩瓦內指揮塞爾柱軍隊帶同年輕的蘇丹遷移到托卡特。4月23日，拜巴爾一世進入開塞利，隨後率軍凱旋返回敘利亞。阿八哈在得悉蒙古軍隊的敗訊後，於當年的7月趕赴安那托利亞，他屠殺了數以萬計的當地人民以懲戒塞爾柱土耳其人。阿八哈認為佩瓦內必須為拜巴爾一世侵略安那托利亞的事件負起全責，於是在1277年的8月2日處決了佩瓦內。
根據亞美尼亞人科律克索的海屯所撰寫的歷史文獻記載，阿巴哈曾強迫其臣民吃下佩瓦內的血肉。
在佩瓦內死後，他的兒子穆罕默德贝伊接管了家族位於錫諾普地區的領地，並謹慎地奉行對蒙古人忠誠的政策，其子梅蘇德貝伊繼任後也遵行此一作法，梅蘇德貝伊於1298年曾被熱那亞人綁架並在付出高額贖金後才被釋放。最後一位出現在歷史上的佩瓦內後人可能是加齊·切萊比，他在14世紀初期的頭數十年間統治著錫諾普，同時也是一位著名的海盜。

## 建築遺產

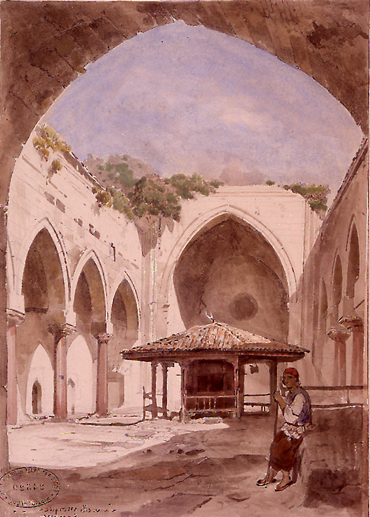
佩瓦內伊斯蘭學校的內庭，由朱爾斯·勞倫斯繪製的水彩畫。

佩瓦內所興建的少部分建築物仍留存至今，今日仍屹立在錫諾普的阿拉丁清真寺在過去曾是教堂，1214年時凱庫巴德一世將其改建為清真寺，現時所見的建築外觀是由佩瓦內在伊斯兰历666年（約1267－1268年間）重新建造，鄰近的佩瓦內伊斯蘭學校亦在同年完工。佩瓦內另在1277年於托卡特建造了格克伊斯蘭學校，它原本是一間醫院和醫學院，現今已被改建為博物館。儘管沒有石刻銘文保留下來，不過附近的塞爾柱土耳其浴場也與佩瓦內有關聯。此外在梅爾濟豐還另有一所佩瓦內清真寺。
近年，一所由佩瓦內所建的伊斯蘭學校殘骸在開塞利的集市內被發現，2002年該學校的部分遺跡被發掘出土。